# NGC 377
NGC 377は、くじら座の方角に位置する渦巻銀河である。1885年10月15日にフランシス・レヴェンワースによって初めて発見された。ジョン・ドライヤーは、「非常に微かで、非常に小さく、とても伸びており、中央部と核で急に明るさを増す」と記載した。